# Paul Sheriff
Paul Sheriff (Geburtsname: russisch Павел Александрович Шувалов, Pawel Alexandrowitsch Schuwalow, auch: Paul Schouvaloff; * 13. November 1903 in Moskau; † 25. September 1960 in London) war ein aus Russland stammender britischer Artdirector und Szenenbildner, der bei der Oscarverleihung 1953 den Oscar für das beste Szenenbild in dem Farbfilm Moulin Rouge (1952) gewann.

## Leben
Der aus Russland stammende Sheriff studierte nach dem Schulbesuch an der University of Oxford und begann seine Laufbahn als Artdirector und Szenenbildner in der Filmwirtschaft 1938 bei dem Film The Divorce of Lady X. Er arbeitete bis zu seinem Tod an der Herstellung von über dreißig Filmen mit.
1947 war er zusammen mit Carmen Dillon für den Oscar für das beste Szenenbild nominiert, und zwar für den Farbfilm Heinrich V. (1944), einem von Laurence Olivier inszenierten Historienfilm nach dem gleichnamigen Drama William Shakespeares mit Olivier, Felix Aylmer und Leo Genn in den Hauptrollen.
Für das Szenenbild in der von John Huston gedrehten Filmbiografie des französischen Malers Henri de Toulouse-Lautrec mit dem Titel Moulin Rouge (1952) sowie José Ferrer, Zsa Zsa Gabor und Colette Marchand in den Hauptrollen erhielt er bei der Oscarverleihung 1953 zusammen mit Marcel Vértes den Oscar für das beste Szenenbild.

## Filmografie (Auswahl)
- 1938: The Divorce of Lady X
- 1940: French Without Tears
- 1943: The Gentle Sex
- 1944: Heinrich V.
- 1950: Die schwarze Rose
- 1952: Der rote Korsar
- 1952: Moulin Rouge
- 1953: Der Schlüssel zum Paradies (The Captain’s Paradise)
- 1955: Three Cases of Murder
- 1957: Interpol
- 1960: Vor Hausfreunden wird gewarnt

## Auszeichnungen
- 1953: Oscar für das beste Szenenbild in einem Farbfilm